# Droga krajowa B55 (Niemcy)
Droga krajowa 55 (niem. Bundesstraße 55, B 55) – niemiecka droga krajowa przebiegająca  z zachodu na północ od skrzyżowania z autostradą A44 na węźle Jülich Ost do skrzyżowania z drogą B61 na obwodnicy Wiedenbrück w Nadrenii Północnej-Westfalii.
Droga krajowa 55a (niem. Bundesstraße 55a, B 55a) to sześciokilometrowe połączenie centrum Kolonii z autostradami A3 i A4 na węźle Kreuz Köln-Ost. Początkowo droga planowana była jako przedłużenie autostrady A57.

## Miejscowości leżące przy B55
Mersch, Welldorf, Rödingen, Oberembt, Niederembt, Elsdorf, Bergheim, Königsdorf, Kolonia, Vilkehrath, Loope, Grünscheid, Engelskirchen, Ründeroth, Wiehlmünden, Osberghausen, Dieringhausen, Vollmerhausen, Niederseßmar, Rebbelroth, Derschlag, Bergneustadt, Wiedenest, Wegeringhausen, Hützemert, Drolshagen, Olpe, Oberveischede, Kirchveischede, Bilstein, Bonzel, Grevenbrück, Trockenbrück, Elspe, Oberelspe, Oedingen, Schwartmecke, Cobbenrode, Isingheim, Bremscheid, Eslohe (Sauerland), Bremke, Reiste, Mielinghausen, Meschede, Widey, Warstein, Belecke, Anröchte, Erwitte, Lippstadt, Benteler, Langenberg, Rheda-Wiedenbrück.